# Bambamarca (distrito de Hualgayoc)
Bambamarca é um distrito do Peru, departamento de Cajamarca, localizada na província de Hualgayoc.

## Transporte
O distrito de Bambamarca é servido pela seguinte rodovia:
- CA-109, que liga o distrito à cidade de Celendín
- CA-107, que liga o distrito à cidade de Pión
- PE-3N, que liga o distrito de La Oroya (Região de Junín) à Puerto Vado Grande (Fronteira Equador-Peru) no distrito de Ayabaca (Região de Piura)
- PE-3NB, que liga a cidade ao distrito de Tumbaden[1][2][3]